# L'Armée du salut (film)
Pour les articles homonymes, voir Armée du salut (homonymie).
 (février 2022).
Pour plus de détails, voir Fiche technique et Distribution.
L’Armée du salut est un film dramatique réalisé en 2013 par Abdellah Taïa.
Le film représente des minorités sexuelles et de genre au Maroc. Le réalisateur s’est inspiré de son livre portant le même titre paru en 2006. L'Armée du salut a été nommé pour le grand prix du festival du film de Tanger en 2014, même s'il y a eu une certaine pression de la part du parti politique islamique au Maroc. Lors d'une interview en 2006, Abdellah Taïa a déclaré qu’il essaye par son film de démontrer le silence suffocant imposé au Maroc afin d’objectiver son histoire pour cibler le maximum de public, et pas seulement les queers.
L’Armée du salut s’est déroulé au Maroc et en Suisse et décrit la vie quotidienne du petit Abdellah de 15 ans (interprété par Saîd Mrini). L’histoire pourrait être considéré comme l'autobiographie de l’auteur, détaillant comment il a lutté pour survivre avec sa sexualité au Maroc quand il était plus jeune.
Le Maroc est l'un des pays qui considèrent que les relations homosexuelles sont illégales et condamnables par la loi. Par ce film, Taïa a su montrer à la fois ce que c'est d'être une personne queer dans le monde arabe et d'être une personne arabe queer dans le monde occidental. Dans l'une des scènes du film, la dispute entre Abdellah et son amant tente d’indiquer que les immigrés en Europe ne cherchent pas forcément l'aumône de la part des Européens. À moins que ces derniers ne changent leurs points de vue sur les immigrés, ils resteront piégés dans des stéréotypes qui conduiront à davantage d’incompréhension et de racisme.

## Synopsis
Abdellah est un adolescent marocain de 15 ans qui vit à Casablanca avec sa famille de huit personnes. Il essaie de comprendre sa sexualité dans un monde où elle est un sujet tabou. Tout au long du film, Abdellah passe des moments intimes avec des hommes plus âgés en cachette (sur un chantier).
Le personnage principal admire son frère aîné « Slimane » au point que cela pourrait être considéré comme de l'inceste. Il dort dans ses draps, renifle ses sous-vêtements et l’observe après sa douche. Slimane est un bel homme qui est respecté par tous les membres de la famille. Il parle français la plupart du temps, la langue qui, selon Abdellah, est celle des riches.
Un jour, Slimane emmène Abdellah et son petit frère en voyage. Ils ont eu une conversation sur l'importance d'apprendre le français pour pouvoir quitter le Maroc. Slimane s'en va alors séduire une serveuse et abandonne ses frères. Abdellah appelle sa mère et lui raconte les actions de son frère aîné et lui demande d’obtenir un nouveau talisman différent car le premier n'a pas fonctionné à garder leurs frères avec eux. Dix ans plus tard, Abdellah est accepté dans une université en Suisse où son petit ami enseigne. À son arrivée, il a la mauvaise surprise d'apprendre qu'il ne pourrait bénéficier de sa bourse qu'un mois plus tard. Son petit ami le confronte, le traite de prostitué et de profiteur pour l'avoir quitté.
Les dernières minutes du film se composent d’Abdellah qui a trouvé logement à l'armée du salut, partage une orange avec son colocataire marocain venant de Meknès et chantent tous les deux la célèbre chanson Ana lak alla toul (« Je suis toujours à toi ») d'Abdel Halim Hafez.

## Fiche technique
Sauf indication contraire, les informations mentionnées dans cette section peuvent être confirmées par la base de données cinématographiques Unifrance,  présente dans la section « Liens externes ».
- Titre original : L'Armée du salut
- Réalisation : Abdellah Taïa
- Scénario : Abdellah Taïa, d'après son roman homonyme
- Décors : Malika Choukri
- Costumes : Saad Ghazi
- Photographie : Agnès Godard
- Son : Henri Maïkoff, Fanny Martin et Christophe Vingtrinier
- Montage : Françoise Tourmen
- Production : Hugues Charbonneau, Marie-Ange Luciani et Philippe Martin
- Sociétés de production : Les films de Pierre et Les Films Pelléas ; Rita Productions (coproduction) ; Cofinova 8 (association)
- Société de distribution : Rezo Films
- Pays d'origine :  France,  Suisse et  Maroc
- Langues originales : français et arabe marocain
- Format : couleur
- Genre : drame
- Durée : 84 minutes
- Dates de sortie :
  - Italie : 3 septembre 2013 (Mostra de Venise)
  - France : 7 mai 2014
  - Suisse romande : 5 juin 2014

## Thèmes
Le film a traité beaucoup de thématiques, présentes pour la première fois, et d’une manière évidente dans un film marocain. Ce film presque autobiographique peut être divisé en trois parties, et chaque partie contient une ou plusieurs thèmes : la sexualité refoulée, l’inceste, la pédophilie et l’absence de consentement, le tourisme sexuelle et la migration.

### Sexualité refoulée
La première image du film, Abdellah passant devant une cocotte qui a l’air de vouloir exploser, accueille les spectateurs. Cette cocotte symbolise à quel point la frustration sexuelle du jeune protagoniste imprègne sa vie quotidienne et est vécue comme une partie inséparable de sa vie. Abdellah est présenté par Taïa comme un individu incarné, aliéné et opprimé au sein des systèmes hétéro-normatifs de la culture marocaine familiale et rurale. Cette sexualité refoulée est représentée dans plusieurs scène de la première partie du film, comme par exemple, à Tanger, après avoir passé un moment intime avec un homme, Abdellah est allé se laver au hammam, la camera le montre recroquevillé par terre, tandis qu’un homme lui verse de l’eau sur la tête.

### Désirs ambigus
Tout au long du film, il y a des scènes qui déconcertent le public sur les sentiments qu'Abdellah a pour son frère aîné, Slimane. Il s’allonge dans son lit, sensuellement respire l’odeur sur les draps, sent ses sous-vêtements et le regarde continuellement avec envie. Abdellah est vraiment incertain et troublé par les sentiments qu’il a envers Slimane. Selon Hayon, ces gestes tactiles sont profondément sexuels, mais ils montrent également le désir d'Abdellah d'une connexion expressive et émotionnelle avec son frère qui va au-delà de l'érogène et lie le sexe à des sentiments d'amour émotionnel. Cette notion est réitérée dans une scène dans laquelle Abdellah prend une paire de caleçons de Slimane.

### Pédophilie et absence de consentement
Abdellah a vécu des moments intimes dans son quartier avec des hommes plus âgés, alors qu'il est sur le point d'accomplir ou qu'il accomplit déjà ses tâches ménagères considérées comme typiques des hommes, comme aller au souk avec son père pour acheter des légumes. Même si Abdellah ne dit jamais non aux avances de ces hommes, il ne consent jamais non plus. On les voit seulement lui attraper la main et l'emmener sur un chantier loin de tout témoin. Abdellah est positionné par Taïa comme une personne incarnée qui non seulement considère son corps comme un objet pour les autres, mais se sent également aliéné en raison de l'exploitation sexuelle et de l'objectivation par de nombreux hommes du village. Les sentiments d'éloignement d'Abdellah sont représentés sur et à travers son corps, alors qu'il regarde le sol avec résignation avant de finalement suivre l'homme plus âgé. Taia a utilisé des angles de caméras qui déconnecte les spectateurs de ce qui se passe sur l’écran.

### Tourisme sexuel
Ce thème apparaît dans la deuxième et la troisième partie du film, après le voyage des frères. On coupe 10 ans plus tard où Abdellah est à Azemmour, une ville marocaine, avec son amant Jean, un professeur suisse. Après le petit-déjeuner, ils partent se promener et décident de faire un petit tour de flouka. Le jeune homme qui rame n'est pas choqué par la relation entre les deux hommes, mais il veut en tirer un petit profit en menaçant Abdellah de le tuer s'il ne lui paye pas un tarif plus élevé. Ce chantage s'appuie sur la même réalité économique que les dynamiques de pouvoir en jeu dans les relations entre les hommes occidentaux et marocains. L'extorqueur rejette l'idée d'une véritable relation entre Jean et Abdellah, la présentant plutôt comme une transaction capitaliste dont il pourrait tirer profit[réf. incomplète].
Dans la troisième partie du film, Jean traite Abdellah de profiteur et d'arriviste, après être surpris de le voir en suisse. Jean montre clairement un profond manque de compréhension de l'expérience vécue par Abdellah en tant qu'homme gay dans une société homophobe, et il alimente l'idéologie dominante qui voit les jeunes hommes (et femmes) des pays sous-développés utiliser des relations amoureuses pour fuir leur pays d'origine et s'assurer une place dans l'Ouest. Abdellah rejette ces discours réducteurs et restaure le contrôle sur son identité, rejetant l'exploitation sexuelle occidentale ainsi que son ancien amant suisse.

### Migration
Comme mentionné précédemment, dans la troisième partie du film, Abdellah déménage en Suisse pour échapper à l'hypocrisie de la société marocaine, il est parti à la recherche de la liberté de vivre en tant qu'homme gay sans aucun préjugé. Dans le segment de conclusion, la culture marocaine dominante est réprimandée pour avoir refusé de reconnaître ses sujets homosexuels et rejeté leur façon subjective d'exister dans le monde . Taïa utilise les ressources à sa disposition pour garantir sa liberté en Occident, mais il choisit également de répandre cette liberté à d'autres en exposant la situation difficile des hommes (et des femmes) homosexuels auto-identifiés dans des sections du monde.

## Critique
Le film L'Armée du salut a été critiqué au Maroc par plusieurs entités. Au moment du recrutement des acteurs, Hespress a publié un article intitulé : Un écrivain gay engage des enfants marocains pour réaliser un film sur l'homosexualité. Dans cet article, l'histoire a été décrite comme provocante car l'idée d’exprimer sa sexualité est soi-disant rageante.
L'article mentionnait même qu'Abdellah Taia devait donner une conférence à l'université d'el Jadida, mais celle-ci a été annulée à cause de l'indignation des professeurs et des étudiants qui ont qualifié son sujet d'invitation à l'obscénité et à la perversion.
Dans l'ensemble, même si ce sujet est toujours un tabou au Maroc, ce film a changé le point de vue de nombreux marocains qui étaient inconscients des luttes des personnes queer dans le monde arabe en particulier et dans le monde entier en général.

## Distribution
- Saïd Mrini : Abdellah, jeune
- Karim Ait M'Hand : Abdellah, adulte
- Amine Ennaji : Slimane
- Frédéric Landenberg : Jean, l'universitaire genevois
- Hamza Slaoui : Mustapha
- Malika El Hamaoui : la mère
- Abdellahk Swilah : le père

## Distinctions
- Festival Premiers Plans d'Angers 2014 : Grand Prix du Jury (long métrage français)
- Durban International Film Festival 2014 : Best First Feature Film
- Festival Tous Écrans de Genève 2013 : Mention spéciale du Jury